# Paul Schäfer (Politiker, 1894)
Paul Schäfer (* 15. September 1894 in Erfurt; † 26. Juli 1938 in Moskau) war ein deutscher kommunistischer Politiker, der 1938 in Moskau hingerichtet wurde.

## Leben
Paul Schäfer besuchte die Volksschule und arbeitete anschließend als ungelernter Schuharbeiter in der ältesten Schuhfabrik Deutschlands, der Firma Lingel, in Erfurt. Er war Mitglied des Zentralverbandes der Schuhmacher und schon damals Vorsitzender des Betriebsrates. Außerdem betätigte er sich als Arbeitersportler.
Schäfer nahm am Ersten Weltkrieg teil und kehrte danach nach Erfurt zurück. Dort war er 1918/19 Mitglied des Arbeiter- und Soldatenrats und Mitbegründer der KPD-Ortsgruppe. Im folgenden Jahr wurde er wieder Vorsitzender des Betriebsrates der Firma Lingel. In dieser Funktion war er auch an der Abwehr des Kapp-Putsches beteiligt.
Im Jahr 1923 wurde er Führer der „Roten Hundertschaft“ und kurz darauf Mitbegründer des Roten Frontkämpferbundes. Nach diesem ersten Engagement stieg Schäfer 1924 in die Politik ein, als er Stadtverordneter wurde und die Funktion des stellvertretenden KPD-Fraktionsvorsitzenden wahrnahm. In Reaktion darauf wurde er durch seinen Betrieb entlassen. Die KPD sorgte jedoch für eine Anstellung als Sekretär der Internationalen Arbeiterhilfe (IAH) des Bezirkes Großthüringen.
1931 gab er sein Mandat als Stadtverordneter auf und zog nach Frankfurt am Main. Dort war er wieder Bezirksleiter der IAH. Nach der Machtergreifung der Nationalsozialisten flüchtete Schäfer 1933 zunächst ins Saargebiet. Als dieses besetzt wurde, flüchtete er im März 1935 nach Frankreich, wo er sich weiterhin für die Kommunisten einsetzte.
Noch im gleichen Jahr begab er sich in die Sowjetunion. Dort wurde Schäfer jedoch im Zuge der sogenannten „Deutschen Operation“ zur Zeit des „Großen Terrors“ am 11. März 1938 vom NKWD verhaftet und wegen „Spionage für Deutschland“ angeklagt. Am 17. Mai wurde Schäfer zum Tode verurteilt, am 26. Juli 1938 in Butowo bei Moskau durch Genickschuss hingerichtet und in einem Massengrab verscharrt. Wie alle 1136 vom NKWD verhafteten KPD-Mitglieder, wurde er aus der Partei ausgeschlossen.
Höchsten SED-Funktionären, wie Staatspräsident Wilhelm Pieck, dem Staatsratsvorsitzenden Walter Ulbricht und dem Schriftsteller und Präsidenten des Nationalkomitees Freies Deutschland Erich Weinert, war das wahre Schicksal von Paul Schäfer bekannt. Sie verbreiteten jedoch mit ihrer Macht und Autorität die Legende vom Tod Schäfers als Interbrigadist in Spanien mit.
Am 12. September 1989 wurde Schäfer in der UdSSR formal rehabilitiert, auf der Basis eines Dekrets des Präsidiums des Obersten Sowjets vom 16. Januar 1989 zur Rehabilitierung aller von Sondergerichten Verurteilten.

## Ausstellung

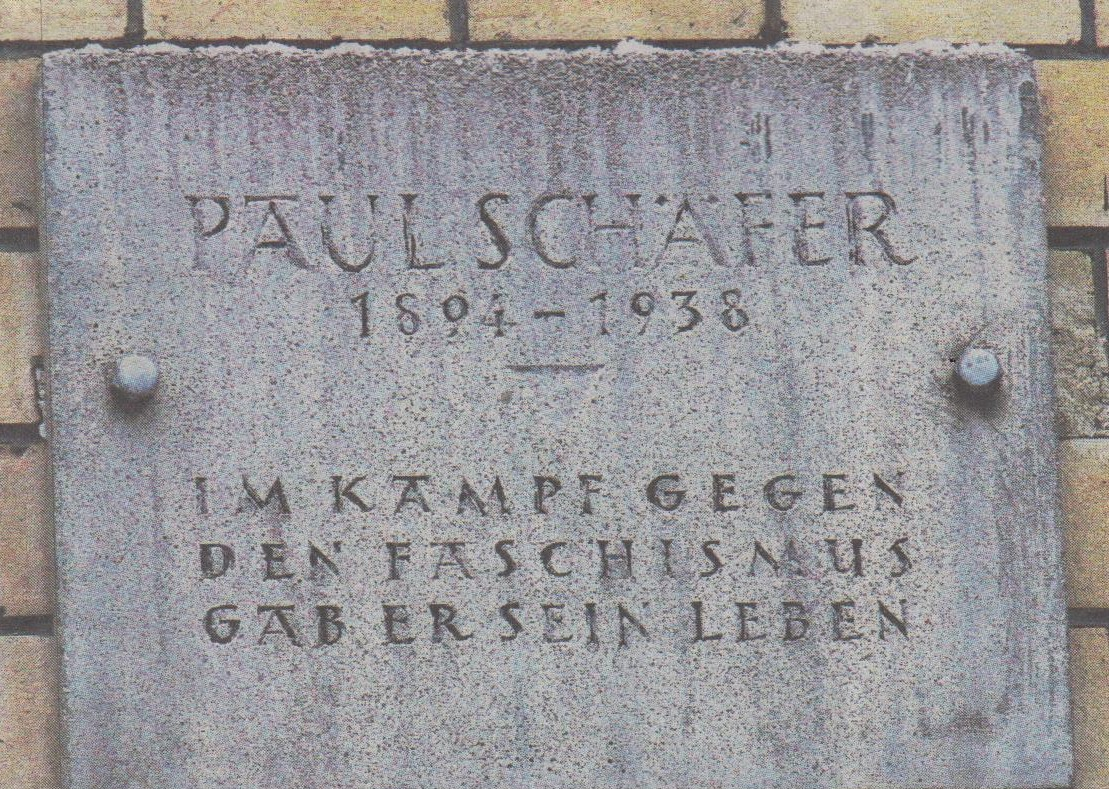
Tafel an Wohnhaus Paul Schäfer bis 2018 mit falscher Todesangabe

- Die zwei Tode des Paul Schäfer – Legende und Lebensgeschichte eines Erfurter Kommunisten. Ausstellung vom 25. August 2018 bis 28. April 2019, Kategorie: Sonderausstellung, Geschichte, Topf und Söhne. Die Ausstellung entdeckt den Menschen Paul Schäfer hinter der Legende und verfolgt seine Spuren bis nach Moskau. In seinem dramatischen Leben stellen sich die großen Fragen nach Utopie und Revolution, Terror und Diktatur.[7]

## Ehrungen in der DDR
In der Historiographie der Deutschen Demokratischen Republik sollte die staatlich verordnete Freundschaft zur UdSSR nicht belastet werden. Offiziell hieß es, dass Paul Schäfer am 9. März 1937 als Angehöriger der Internationalen Brigaden in der Schlacht von Guadalajara im Kampf gegen Francisco Franco gefallen sei (obwohl er nie in Spanien gewesen ist). Entsprechend wurde Schäfer in das offizielle Antifaschismus-Gedenken der DDR aufgenommen. Erst nach der Öffnung der sowjetischen Archive nach 1991 wurde diese Version widerlegt.
Im Jahre 1954 wurde die bedeutende Erfurter Schuhfabrik Lingel, in der Schäfer lange Zeit gearbeitet hatte, nach diesem benannt. Sie hieß nunmehr VEB Schuhfabrik „Paul Schäfer“. Am 1. März 1970 wurde dem Funktechnischen Bataillon 51 (FuTB-51) der Nationalen Volksarmee der „Ehrenname“ Truppenteil Paul Schäfer verliehen. Außerdem trägt noch heute eine Straße im Stadtteil Erfurt-Ilversgehofen Schäfers Namen. Bei den Verleihungszeremonien war jeweils die Witwe Hulda Schäfer anwesend. Im Ehrenhain für die Verfolgten des Naziregimes auf dem Erfurter Hauptfriedhof steht auch im Jahre 2018 noch das vermeintliche Sterbedatum 1937.
Bis zum Jahre 2018 hieß es auf einer Gedenktafel aus der DDR-Zeit am früheren Wohnhaus von Paul Schäfer: "PAUL SCHÄFER 1894-1938 - IM KAMPF GEGEN DEN FASCHISMUS GAB ER SEIN LEBEN".
Zu DDR-Zeiten wurde ein Kindergarten in Erfurt-Süd, heutige Adresse „Am Waldblick“, nach Paul Schäfer benannt.